# Fabio Grossi (atleta)
Fabio Grossi (Milano, 3 settembre 1967) è un ex velocista italiano.
Nel 1991 è stato medaglia d'oro nei 400 metri piani e d'argento nella staffetta 4×400 metri ai Giochi del Mediterraneo di Atene. Nel 1992 ha preso parte ai Giochi olimpici di Barcellona, conquistando il settimo posto nella staffetta 4×400 metri con Alessandro Aimar, Marco Vaccari e Andrea Nuti. Sempre nella staffetta, nel 1994 si classifica quarto ai campionati europei di Helsinki. La sua ultima e più importante medaglia internazionale risale al 1995, quando conquistò l'argento ai campionati del mondo indoor di Barcellona nella staffetta 4×400 metri insieme ad Andrea Nuti, Roberto Mazzoleni e Ashraf Saber.

## Progressione

### 400 metri piani
| Stagione | Tempo | Luogo               | Data      | Rank. Mond. |
| -------- | ----- | ------------------- | --------- | ----------- |
| 2000     | 47"59 | Bolzano             | 12-6-2000 |             |
| 1999     | 47"05 | Nembro              | 8-7-1999  |             |
| 1998     | 46"86 | La Spezia           | 20-6-1998 |             |
| 1997     | –     | –                   | –         | –           |
| 1996     | 46"31 | Bologna             | 25-5-1996 |             |
| 1995     | –     | –                   | –         | –           |
| 1994     | 45"92 | Bologna             | 2-9-1994  |             |
| 1993     | 46"34 | Città di San Marino | 3-7-1993  |             |
| 1992     | 46"00 | Bologna             | 23-6-1992 |             |
| 1991     | 45"93 | Atene               | 7-7-1991  |             |

## Palmarès
| Anno | Manifestazione          | Sede       | Evento                | Risultato | Prestazione | Note                          |
| ---- | ----------------------- | ---------- | --------------------- | --------- | ----------- | ----------------------------- |
| 1990 | Europei                 | Spalato    | Staffetta 4×400 metri | Batterie  | 3'04"08     |                               |
| 1991 | Giochi del Mediterraneo | Atene      | 400 metri piani       | Oro       | 45"93       | Miglior prestazione personale |
| 1991 | Giochi del Mediterraneo | Atene      | Staffetta 4×400 metri | Argento   | 3'03"20     |                               |
| 1992 | Giochi olimpici         | Barcellona | Staffetta 4×400 metri | 7º        | 3'02"18     |                               |
| 1994 | Europei                 | Helsinki   | Staffetta 4×400 metri | 4º        | 3'03"46     |                               |
| 1995 | Mondiali indoor         | Barcellona | Staffetta 4×400 metri | Argento   | 3'09"12     |                               |

## Campionati nazionali
- 1 volta campione italiano assoluto dei 400 metri piani (1993)

1993
- Oro ai campionati italiani assoluti di atletica leggera, 400 metri piani - 47"54